# Institut danois d'Athènes
L'institut danois d'Athènes (danois : Det Danske Institut i Athen, DIA; grec moderne : Ινστιτούτο της Δανίας στην Αθήνα) est un institut scientifique d'État danois basé à Athènes, en Grèce. Il fait partie des nombreux instituts archéologiques étrangers établis en Grèce.
L'institut est créé en 1992. Ses activités se concentrent principalement sur la recherche archéologique, mais il fait également office d'institution culturelle, notamment en organisant divers événements.
L'institut est établi dans un bâtiment à Pláka, dans la vieille ville d'Athènes. L'institut gère également la bibliothèque nordique (en), située à proximité, en collaboration avec les instituts norvégien, suédois et finlandais d'Athènes.

## Projets de recherche et fouilles
L'institut effectue des sondages, ainsi que des fouilles archéologiques sur des sites tels que, :
- Kalydónas et Káto Vasilikí, en Étolie;
- Kastélli, connu également sous le nom minoen de Kydonía, près de La Canée, en Crète;
- le port de Zéa, au Pirée.